# Крачковский, Дмитрий Николаевич
Дмитрий Николаевич Крачковский (1882—1947) — русский писатель-беллетрист первой волны эмиграции.

## Биография
Родился в 1882 году в Житомире в семье надзирателя акцизных сборов. Окончил 2-ю житомирскую гимназию. Затем учился на естественном отделении физико-математического факультета Киевского университета, но в 1902 году был отчислен за участие в студенческих волнениях. Продолжил обучение в Московском университете, на физико-математическом и историко-филологическом факультетах, но и здесь курса не окончил, поскольку был отчислен за неуплату. Вместе с П. Н. Сакулиным организовал в университете Общество изящной литературы.
В 1908 году Д. Н. Крачковский и С. Н. Сергеев-Ценский возглавили редакционный совет журнала Лебедь. Амфитеатров с иронией писал: «отделом ребусов в „Лебеде“ заведует г. Дим. Крачковский — и, надо ему отдать справедливость, составляет их мастерски».
Рассказы Крачковского печатались в «Вестнике Европы», «Современном мире», «Образовании», «Речи», «Русском слове» и др. Отдельно были изданы: сборники рассказов (СПб.: «Жизнь», 1908; СПб.: «Шиповник», 1911; «Человеческая весна». — ПГ.: кн-во б. М.В. Попова, 1915. — 223 с.) «Необыкновенный человек» (СПб.: тип. Первой Спб. труд. артели, 1910. — 241 с.), «Золотая карета» (М.: Моск. кн-во, 1914. — 237 с.), «Святые грехи» (Пг.: М. И. Семенов, 1915), .
С 1918 года — в эмиграции в Праге, затем — во Франции. Избранные рассказы Д. Н. Крачковского были изданы в 1928 году (Paris: Возрождение. — 138 с.),
Георгий Адамович в Воспоминаниях писал:

В Ницце доживал свой век писатель, далеко небездарный — Дмитрий Николаевич Крачковский.
Когда-то о нём с надеждой и одобрением отзывался Сологуб, а вслед за ним и Мих. Кузмин, человек с очень критическим чутьём. Но с годами Крачковский исписался, выдохся и опустился. Жил он впроголодь, был болен, до крайности нервен, страдал высокомерием. — и, когда Бунину дали нобелевскую премию, настойчиво повторял: «Да. да… пошлость торжествует, настоящая литература — в тени. Не удивляюсь. Так было, так будет!» … Крачковский считал, что его недооценивают, подозревая, что им тяготятся, и видел доказательство этого во всём. 
— Адамович Г. Сомнения и надежды. — М. :Олма-Пресс, 2002. — 448 с. — (Ностальгия). — ISBN 5-224-03853-7. — С. 153.